# 南屯路
南屯路為臺灣臺中市之重要道路，位於西區、南區與南屯區，大致為東西向。屬縣道136號之一部分。

## 行經行政區域
（由東至西）
- 一段：西區、南區
- 二段：南屯區

## 分段
- 一段：東以三民路一段、三民西路、自由路一段路口為起點，西迄精誠路、精誠南路。
- 二段：東起精誠路、精誠南路，西迄永春東七路。

## 本道路客運
| 編號 | 業者     | 路線                                 | 行駛區間         |
| ---- | -------- | ------------------------------------ | ---------------- |
| 26   | 台中客運 | 新民高中－嶺東科技大學               | 三民路－向心南路 |
| 30   | 仁友客運 | 中台新村－第一廣場－中台新村         | 五權南路－永春路 |
| 30延 | 仁友客運 | 臺中區監理所－第一廣場－臺中區監理所 | 五權南路－永春路 |
| 40   | 中鹿客運 | 干城站－中台新村                     | 文心路－永春路   |
| 60   | 台中客運 | 坪頂－大智公園                       | 美村路－永春東路 |
| 99   | 中鹿客運 | 精武火車站－嶺東科技大學             | 三民路－永春東路 |
| 99延 | 中鹿客運 | 精武火車站－臺中區監理所             | 三民路－永春東路 |
| 290  | 台中客運 | 干城站－童綜合醫院（梧棲院區）       | 向心路－永春路   |

## 沿線設施
（由東至西）
| | |
| - 一段 三民路一段、三民西路、自由路一段 五權路 美村路一段、二段 - 崇倫公園 - 靜和醫院 - 臺中市西區大勇國民小學 忠明南路 精誠路、精誠南路 | - 二段 精誠路、精誠南路 東興路一段、二段 大墩路 文心路一段、文心南路 向心路、向心南路 - 南屯老街 - 中華郵政台中南屯路郵局 - 臺中市政府警察局第四分局南屯派出所 - 臺中市南屯親子館（原南屯區公所） 黎明路二段、一段 永春東七路 |